# Olympische Sommerspiele 2016/Gewichtheben – Bantamgewicht (Männer)
Das Gewichtheben der Männer in der Klasse bis 56 kg (Bantamgewicht) bei den Olympischen Sommerspielen 2016 in Rio de Janeiro fand am 7. August 2016 in der zweiten Halle des Riocentro statt. Es traten 19 Sportler aus 17 Ländern an.
Der Wettbewerb bestand aus zwei Teilen: Reißen (Snatch) und Stoßen (Clean and Jerk). Die Teilnehmer traten in zwei Gruppen zuerst im Reißen an, bei dem sie drei Versuche hatten. Wer ohne gültigen Versuch blieb, schied aus. Im Stoßen hatte wieder jeder Starter drei Versuche. Der Sportler mit dem höchsten zusammenaddierten Gewicht gewann. Im Falle eines Gleichstandes gab das geringere Körpergewicht den Ausschlag.

## Rekorde

### Bestehende Rekorde
| Weltrekord         | Reißen    | Wu Jingbiao | 139 kg | Houston, Vereinigte Staaten | 21. November 2015  |
| Weltrekord         | Stoßen    | Om Yun-chol | 171 kg | Houston, Vereinigte Staaten | 21. November 2015  |
| Weltrekord         | Zweikampf | Halil Mutlu | 305 kg | Sydney, Australien          | 16. September 2000 |
| Olympischer Rekord | Reißen    | Halil Mutlu | 137 kg | Sydney, Australien          | 16. September 2000 |
| Olympischer Rekord | Stoßen    | Om Yun-chol | 168 kg | London, Großbritannien      | 29. Juli 2012      |
| Olympischer Rekord | Zweikampf | Halil Mutlu | 305 kg | Sydney, Australien          | 16. September 2000 |

### Neue Rekorde
| Olympischer Rekord | Stoßen    | Om Yun-chol   | 169 kg | Rio de Janeiro, Brasilien | 7. August 2016 |
| Olympischer Rekord | Stoßen    | Long Qingquan | 170 kg | Rio de Janeiro, Brasilien | 7. August 2016 |
| Weltrekord         | Zweikampf | Long Qingquan | 307 kg | Rio de Janeiro, Brasilien | 7. August 2016 |

## Zeitplan
- Gruppe A: 7. August 2016, 19:00 Uhr (Ortszeit)
- Gruppe B: 7. August 2016, 10:00 Uhr (Ortszeit)

## Endergebnis
| Rang | Athlet                        | Nation                  | Gr. | Kgw.  | Reißen (kg) | Reißen (kg) | Reißen (kg) | Reißen (kg) | Stoßen (kg) | Stoßen (kg) | Stoßen (kg) | Stoßen (kg) | Zweikampf |
| Rang | Athlet                        | Nation                  | Gr. | Kgw.  | 1           | 2           | 3           | Gesamt      | 1           | 2           | 3           | Gesamt      | Zweikampf |
| ---- | ----------------------------- | ----------------------- | --- | ----- | ----------- | ----------- | ----------- | ----------- | ----------- | ----------- | ----------- | ----------- | --------- |
| 1    | Long Qingquan                 | China                   | A   | 55,68 | 132         | 135         | 137         | 137         | 161         | 166         | 170         | 170         | 307       |
| 2    | Om Yun-chol                   | Nordkorea               | A   | 55,57 | 128         | 132         | 134         | 134         | 165         | 169         | 169         | 169         | 303       |
| 3    | Sinphet Kruaithong            | Thailand                | A   | 55,43 | 125         | 131         | 132         | 132         | 154         | 157         | 161         | 157         | 289       |
| 4    | Arli Tschontei                | Kasachstan              | A   | 55,64 | 125         | 130         | 132         | 130         | 148         | 153         | 154         | 148         | 278       |
| 5    | Trần Lê Quốc Toàn             | Vietnam                 | A   | 55,85 | 117         | 121         | 123         | 121         | 148         | 154         | 157         | 154         | 275       |
| 6    | Habib de las Salas            | Kolumbien               | A   | 55,84 | 113         | 116         | 119         | 119         | 143         | 147         | 150         | 147         | 266       |
| 7    | Mirco Scarantino              | Italien                 | A   | 55,91 | 115         | 115         | 120         | 115         | 143         | 146         | 149         | 149         | 264       |
| 8    | Luis García                   | Dominikanische Republik | B   | 55,56 | 110         | 115         | 118         | 118         | 140         | 145         | 145         | 145         | 263       |
| 9    | Witoon Mingmoon               | Thailand                | A   | 55,67 | 113         | 113         | 116         | 113         | 148         | 151         | 151         | 148         | 261       |
| 10   | Edgar Pineda                  | Guatemala               | B   | 56,00 | 103         | 108         | 111         | 108         | 140         | 140         | 143         | 143         | 251       |
| 11   | Hiroaki Takao                 | Japan                   | B   | 55,90 | 108         | 111         | 111         | 111         | 134         | 138         | 138         | 138         | 249       |
| 12   | Tan Chi-chung                 | Chinesisch Taipeh       | B   | 55,89 | 110         | 110         | 110         | 110         | 131         | 135         | 138         | 138         | 248       |
| 13   | Manueli Tulo                  | Fidschi                 | B   | 55,81 | 103         | 106         | 109         | 106         | 130         | 136         | 139         | 136         | 242       |
| 14   | Tom Goegebuer                 | Belgien                 | B   | 55,74 | 107         | 111         | 113         | 111         | 126         | 130         | 133         | 130         | 241       |
| 15   | Elson Brechtefeld             | Nauru                   | B   | 55,62 | 95          | 98          | 101         | 98          | 120         | 125         | 125         | 125         | 223       |
| —    | Thạch Kim Tuấn                | Vietnam                 | A   | 55,11 | 120         | 125         | 125         | 120         | 154         | 154         | 154         | —           | —         |
| —    | Nestor Colonia                | Philippinen             | A   | 55,55 | 130         | 130         | 133         | 130         | 157         | 160         | 160         | —           | —         |
| —    | Josué Brachi                  | Spanien                 | B   | 55,67 | 120         | 120         | 120         | —           | —           | —           | —           | —           | DNF       |
| —    | Ösöchbajaryn Tschagnaadordsch | Mongolei                | B   | 55,65 | 103         | 103         | 103         | —           | —           | —           | —           | —           | DSQ       |